# به عصر سختی‌ها خوش آمدید (فیلم)
«به عصر سختی‌ها خوش آمدید» (انگلیسی: Welcome to Hard Times) فیلمی در ژانر وسترن به کارگردانی برت کندی است که در سال ۱۹۶۷ منتشر شد.

## بازیگران
- هنری فوندا
- جنیس رول
- کینن وین
- جنیس پیج
- آلدو ری
- آلن بکستر
- دنور پیل
- ادگار بیوکانان
- جان اندرسون
- لان چینی جونیور
- پائول فیکس
- رویال دانو
- وارن اوتس